# Domingos de Oliveira
Domingos de Oliveira ist ein osttimoresischer Politiker und Mitglied der União Democrática Timorense (UDT).
Oliveira war Zollbeamter, ehemaliger Seminarist und galt als Intellektueller, der gerne über Philosophie und Theologie diskutierte. Im Tal des Gleno besaß er ein Stück Land. Oliveira gehörte zu den Gründungsmitgliedern der UDT und wurde im September 1974 ihr erster Generalsekretär. 1975 gehörte er, nach der Niederlage der UDT im Bürgerkrieg gegen die FRETILIN floh er in das indonesische Atambua in Westtimor und wurde zu einem der Unterzeichner der Balibo-Deklaration, mit der osttimoresische Politiker gezwungen wurden, Indonesien um Intervention in Osttimor bitten, was als Legitimation für die Annexion des Landes genutzt wurde. Die UDT distanzierte sich später öffentlich von der Deklaration.
Nach der indonesischen Invasion blieb Oliveira zunächst in Osttimor, verließ es aber im Juni 1980 und ging nach Australien, wo bereits seine Frau und die beiden Töchter lebten und die australische Staatsbürgerschaft angenommen hatten.
Ab April 1998 gehörte Oliveira als Vertreter der UDT der Nationalen Politkommission des Conselho Nacional de Resistência Timorense an. Das Amt des UDT-Generalsekretärs hatte er noch bis Juni 2003 inne.